# Tram van Toulouse

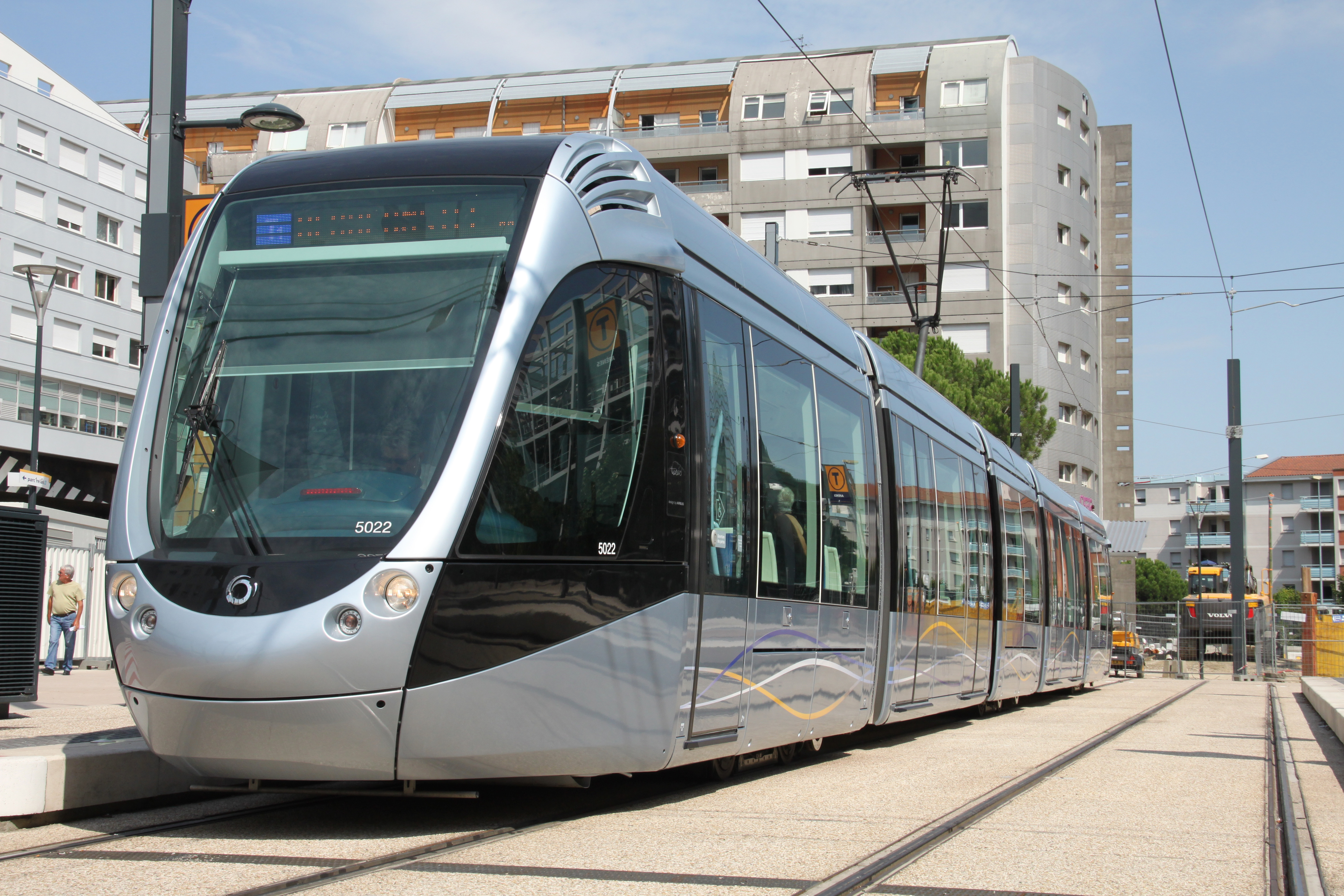
Een tram in Toulouse.

De tram van Toulouse bestaat uit een in 2010 geopende tramlijn in de Franse stad Toulouse en de omgeving. Lijn T1, rijdende vanaf Toulouse naar Beauzelle via Blagnac, werd op 27 november 2010 in dienst gesteld. De 24 trams vervoeren ongeveer 18000 reizigers op een reguliere dag.
Op 20 december 2013 is een verlenging van 3,4 km naar het centrum van de stad, Palais-de-Justice, geopend.
De lijn T2 werd geopend op 11 april 2015, en vertrekt net als T1 van Palais-de-Justice, maar gaat naar de luchthaven Toulouse-Blagnac.
Lijn T1 werd in 2020 aan de noordkant verlengd tot het evenementenpark MEETT.